# Бинни, Констанс
Констанс Бинни (англ. Constance Binney, 28 июня 1896, Нью-Йорк — 15 ноября 1989, там же) — американская актриса немого кино.

## Биография
Голливудская карьера актрисы Констанс Бинни была относительно коротка. Она начала в фильме в середине 1910-х и закончилась в 1923. Она снималась с такой звездой как Джон Берримор в 1919 году в фильме «Тест Чести». Она также снималась и со своей старшей сестрой Фэр Бинней, в фильме «Спортивная Жизнь».
В 1941 году Бинни вышла замуж за британского пилота Второй мировой войны Джеффри Леонарде Чешир. Ей было почти 45, а ему было только 23. К тому времени, она уже дважды была замужем. Брак с молодым военным героем был недолгим и бездетным.
Умерла в 1989 году в Куинсе, Нью-Йорк. За вклад в киноиндустрию США актриса удостоена звезды на Голливудской аллее славы.

## Фильмография
- 1918 — The Sporting Life
- 1919 — The Test of Honor
- 1919 — Erstwhile Susan
- 1919 — Маленькая звезда Тома / Tom’s Little Star (США, короткометражный)
- 1920 — The Stolen Kiss
- 1920 — 39 East
- 1920 — Something Different
- 1921 — The Magic Cup
- 1921 — Such a Little Queen
- 1921 — The Case of Becky
- 1921 — Первая любовь / First Love
- 1922 — Полночь / Midnight (США)
- 1922 — Sleepwalker
- 1922 — A Bill of Divorcement
- 1923 — Three O’Clock in the Morning